# Трое суток после бессмертия
«Трое суток после бессмертия» — военная драма о последних днях героической обороны Севастополя во время Великой Отечественной войны, снятая в 1963 году на киностудии им. Довженко режиссёром Владимиром Довганем. 
Премьера фильма состоялась 21 декабря 1963 года.

## Сюжет
Идет 250-й день героической обороны Севастополя в годы Великой Отечественной войны. На окраине разбомбленного города, без рации, с горсткой боеприпасов из последних сил держатся 12 бойцов. С ними в укрытии - раненые, женщины и дети.

## В ролях
- Владимир Заманский — Гаевой, капитан-лейтенант
- Николай Крюков — Захар Петрович Прохоров
- Георгий Юматов —  Николай Баклан
- Геннадий Юхтин —  Сеня Колышкин, матрос
- Александр Мовчан —  Остап Романчук
- Галина Ляпина —  Ольга
- Лилия Калачёва —  Павлинка
- Альберт Акчурин —  Пчёлкин
- Леонид Данчишин —  боец отряда
- Михаил Семенихин —  матрос

## Создатели картины
- Режиссер: Владимир Довгань.
- Автор сценария: Константин Кудиевский.
- Оператор: Вадим Верещак.
- Композитор: Юрий Щуровский.
- Текст песен: Булат Окуджава.
- Директор фильма: Алексей Ярмольский[1]

## Прокат
Входит в список самых кассовых советских фильмов кинопроката 1963 года (под № 10).
Картину  посмотрели 24,7 млн зрителей только за первый год демонстрации.

## Восприятие
- Журнал «Искусство кино» откликнулся на картину сдержанно-похвальной рецензией, где отмечалось, что «авторы картины «Трое суток после бессмертия» сумели уберечься и от ходульной бутафории и от ложной чувствительности, бережно отнеслись к идее создания строгой, собранной и в то же время трогательно человеческой картины. … Правда, мне кажется, что режиссер полностью не использовал возможностей поэтического сценария, и в этом смысле фильм не балует особыми открытиями и находками, какими-то художественными неожиданностями» (Киселев, 1963: 44-45).

- «Рассказ о трех днях жизни группы матросов Черноморского флота и примкнувших к ним беженцев, в июле 1942 года, когда уже пал Севастополь, продолжавших оказывать сопротивление врагу, подкупал тем, что в нем были показаны живые, а не картонные герои. Простые люди, военные и гражданские, которые, несмотря на трагизм положения, продолжали жить и влюбляться, и верить в Победу. И капитан-лейтенант Гаевой, сыгранный Владимиром Заманским, и Сеня Колышкин с его коронной фразой «я подводник – на подводах люблю ездить» - блестящая роль Геннадия Юхтина, и медсестра Павлинка, которую в детстве «Селедкой» дразнили – в нее перевоплотилась Лилия Калачева. Ну а эпизод с предсмертным матросским танцем «Яблочко», который исполнил плененный немцами герой Георгия Юматова, который и сам во время войны был юнгой на торпедном катере, мог бы украсить любой шедевр поэтического кино»[5].

- Вполне позитивно оценивалась эта картина и в «Истории советского кино».

## Оценки
Входит в список лучших советских фильмов 1963 года по версии читателей журнала Советский экран.

## Награды
- 1964 год - Приз Министерства обороны СССР 1-го Всесоюзного кинофестиваля в Ленинграде.